# Список глав Сингапура

Штандарт президента Сингапура

Список глав Сингапура включает лиц, являвшихся главой государства Сингапур после создания в 1959 году самоуправляемого Государства Сингапур, включая, во-первых, правившую королеву и представлявших её лиц, во-вторых, избранных президентов и временно замещающих президентский пост лиц после провозглашения в 1965 году Республики Сингапур.
В настоящее время страну возглавляет Президент Республики Сингапур (англ. President of the Republic of Singapore, малайск. Presiden Republik Singapura, кит. 新加坡共和国总统, там. சிங்கப்பூர் குடியரசின் தலைவர்), который до избирательной реформы 1991 годы выбирался парламентом, а в настоящее время избирается на шестилетний срок прямым всеобщим голосованием (относительным большинством голосов), с возможностью переизбрания. В 2016 году в избирательную систему было включено положение, позволяющее при утверждении кандидатов учитывать их принадлежность к одной из этнических общин (китайской, малайской, индийской общине или общине меньшинств) таким образом, что если ни один представитель общины не был президентом в течение предыдущих пяти президентских сроков, представители других общин дисквалифицируются (было использовано на выборах 2017 года).
Резиденцией президента является расположенный в Ньютоне дворец Истана.
Применённая в первых столбцах таблицы нумерация является условной. Также условным является использование в первых столбцах цветовой заливки, служащей для упрощения восприятия принадлежности лиц к различным политическим силам без необходимости обращения к столбцу, отражающему партийную принадлежность. В случае, когда президент получил повторные полномочия последовательно за первоначальными, показан общий период полномочий. В столбце «Выборы» отражены состоявшиеся выборные процедуры или иные основания, являвшиеся основанием для осуществления полномочий. Имена персон в списке и написание политико-исторических терминов приведены на государственных языках в соответствующий исторический период; согласно действующей конституции ими являются английский, малайский, китайский и тамильский языки.

## Государство Сингапур (1959—1965)

Флаг Сингапура

Государство Сингапур (англ. State of Singapore, малайск. Negara Singapura) было провозглашено 3 июня 1959 года в соответствии с конституционным постановлением в Совете, изменяющим статус коронной колонии Сингапур во исполнение принятого летом 1958 года Парламентом Соединённого королевства Закона о государстве Сингапур. Согласно этому постановлению представителем британского монарха вместо традиционного генерал-губернатора стал Янг ди-Пертуан Негара (англ. и малайск. Yang di-Pertuan Negara, верховное лицо Государства Сингапур), являвшийся губернатором колонии сэр Уильям Гуд был назначен на этот пост. Через полгода первым выходцем из Сингапура, занявшим пост, стал Юсоф бин Исхак, после провозглашения республики избранный её первым президентом. Несмотря на широту полномочий (распоряжение землями, право помилования, назначение правительственных чиновников, подача петиции королеве от имени народа Сингапура), Янг ди-Пертуан Негара занимал свой пост по воле королевы и действовал по указаниям британского правительства.
Правительство Её Величества летом 1963 года инициировало соглашение о создание федеративного государства из членов Малайской Федерации, Государства Сингапур и британских колоний на острове Калимантан Северное Борнео и Саравак с названием Малайзия. Законодательное собрание Сингапура ратифицировало соглашение 2 августа 1963 года, суверенитет Великобритании над Сингапуром был отменён и его независимость провозглашена 31 августа 1963 года на основании Закона о Малайзии, 16 сентября 1963 года Сингапур вошёл в состав Малайзии, однако уже 7 августа 1965 года между страной и федерацией было подписано соглашение о выходе из неё, 9 августа оно вступило в силу; 22 декабря 1965 года последовало принятие конституционных поправок, установивших новое название государства Республика Сингапур.
Сингапур вступил в Содружество наций 9 августа 1966 года; в качестве главы Содружества Елизавета II посещала страну трижды: 18—20 февраля и (на обратном пути) 5 марта 1972 года, 9—11 октября 1989 года (государственный визит) и 16—18 марта 2006 года.
| Портрет | Имя (годы жизни)                                                                                           | Полномочия  | Полномочия       | Титул | Династия                           | Пр.           |
| Портрет | Имя (годы жизни)                                                                                           | Начало      | Окончание        | Титул | Династия                           | Пр.           |
| ------- | --- | ----------- | ---------------- | --- | ---------------------------------- | ------------- |
|         | Елизавета II (1926—2022) англ. Elizabeth II урожд. Элизабет Александра Мэри англ. Elizabeth Alexandra Mary | 3 июня 1959 | 16 сентября 1963 | Милостью Божьей, Соединённого Королевства Великобритании и Северной Ирландии и других её королевств и территорий королева, глава Содружества, защитница веры англ. By the Grace of God, of the United Kingdom of Great Britain and Northern Ireland and of Her other Realms and Territories Queen, Head of the Commonwealth, Defeder of the Faith | Дом Виндзор англ. House of Windsor | [ 14 ] [ 15 ] |

### Список Янг ди-Пертуан Негара (1959—1965)
Янг ди-Пертуан Негара (англ. и малайск. Yang di-Pertuan Negara, верховное лицо Государства Сингапур) до 31 августа 1963 года являлся представителем монарха Соединённого королевства, с 16 сентября 1963 года до 9 августа 1965 года являлся главой Государства Сингапур как члена Малайзии, возглавляемой Янг ди-Пертуан Агонгом (Верховным правителем, выборным монархом федерации). 
|        | Портрет | Имя (годы жизни)                                                                     | Полномочия     | Полномочия      | Пр.           |
| Начало | Портрет | Имя (годы жизни)                                                                     | Окончание      |                 | Пр.           |
| ------ | ------- | ------------------------------------------------------------------------------------ | -------------- | --------------- | ------------- |
| 1      |         | Сэр Уильям Оллмонд Кодрингтон Гуд (1907—1986) англ. William Allmond Codrington Goode | 3 июня 1959    | 3 декабря 1959  | [ 18 ]        |
| 2 (I)  |         | Юсоф бин Исхак (1910—1970) англ. и малайск. Yusof bin Ishak                          | 3 декабря 1959 | 22 декабря 1965 | [ 19 ] [ 20 ] |

## Республика Сингапур (с 1965)
Республика Сингапур (англ. Republic of Singapore, малайск. Republik Singapura, кит. 新加坡共和国, там. சிங்கப்பூர் குடியரசு) была провозглашена 22 декабря 1965 года с вступлением в силу соответствующих поправок в конституцию. Поправки касались и установления поста Президента Республики Сингапур (англ. President of the Republic of Singapore, малайск. Presiden Republik Singapura, кит. 新加坡共和国总统, там. சிங்கப்பூர் குடியரசின் தலைவர்), который до избирательной реформы 1991 годы выбирался на четырёхлетний срок парламентом, а в настоящее время избирается на шестилетний срок прямым всеобщим голосованием, с возможностью переизбрания. После избрания президент должен: не занимать никакой другой должности, предусмотренной или признаваемой Конституцией; не принимать активного участия в каком-либо коммерческом предприятии; не быть членом какой-либо политической партии; не являться депутатом парламента.
|            | Портрет | Имя (годы жизни) | Полномочия       | Полномочия       | Выборы       | Пр.           |
| Начало     | Портрет | Имя (годы жизни) | Окончание        |                  | Выборы       | Пр.           |
| ---------- | ------- | --- | ---------------- | ---------------- | ------------ | ------------- |
| 2 (II—III) |         | Юсоф бин Исхак (1910—1970) англ. и малайск. Yusof bin Ishak кит. 尤索夫·伊萨 там. யூசுப் இசாக்                                            | 22 декабря 1965  | 23 ноября 1970   | [ комм. 10 ] | [ 19 ] [ 20 ] |
| 2 (II—III) | 1967    | Юсоф бин Исхак (1910—1970) англ. и малайск. Yusof bin Ishak кит. 尤索夫·伊萨 там. யூசுப் இசாக்                                            | 22 декабря 1965  | 23 ноября 1970   |              | [ 19 ] [ 20 ] |
| и. о.      |         | Йео Гим Сен (1918—1993) англ. и малайск. Yeoh Ghim Seng кит. 杨锦成 там. யோ கிம் செங்                                                     | 23 ноября 1970   | 2 января 1971    | [ комм. 12 ] | [ 22 ] [ 23 ] |
| 3 (I—III)  |         | Бенджамин Генри Ширс (1907—1981) англ. и малайск. Benjamin Henry Sheares кит. 本杰明·亨利·薛尔思 там. பெஞ்சமின் ஹென்றி ஷியர்ஸ்                 | 2 января 1971    | 12 мая 1981      | 1970         | [ 24 ] [ 25 ] |
| 3 (I—III)  | 1974    | Бенджамин Генри Ширс (1907—1981) англ. и малайск. Benjamin Henry Sheares кит. 本杰明·亨利·薛尔思 там. பெஞ்சமின் ஹென்றி ஷியர்ஸ்                 | 2 января 1971    | 12 мая 1981      |              | [ 24 ] [ 25 ] |
| 3 (I—III)  | 1978    | Бенджамин Генри Ширс (1907—1981) англ. и малайск. Benjamin Henry Sheares кит. 本杰明·亨利·薛尔思 там. பெஞ்சமின் ஹென்றி ஷியர்ஸ்                 | 2 января 1971    | 12 мая 1981      |              | [ 24 ] [ 25 ] |
| и. о.      |         | Йео Гим Сен (1918—1993) англ. и малайск. Yeoh Ghim Seng кит. 杨锦成 там. யோ கிம் செங்                                                     | 12 мая 1981      | 24 октября 1981  | [ комм. 14 ] | [ 22 ] [ 23 ] |
| 4          |         | Ченгара Витил Деван Наир (1923—2005) англ. и малайск. Chengara Veetil Devan Nair кит. 琴加拉·维蒂尔·德万·奈尔 там. தேவன் நாயர் செங்கர வெட்டில் | 24 октября 1981  | 27 марта 1985    | 1981         | [ 26 ] [ 27 ] |
| и. о.      |         | Ви Чон Джин (1917—2005) англ. и малайск. Wee Chong Jin кит. 黃宗仁 там. வீ சொங் சின்                                                      | 27 марта 1985    | 29 марта 1985    | [ комм. 16 ] | [ 28 ] [ 29 ] |
| и. о.      |         | Йео Гим Сен (1918—1993) англ. и малайск. Yeoh Ghim Seng кит. 杨锦成 там. யோ கிம் செங்                                                     | 29 марта 1985    | 1 сентября 1985  | [ комм. 16 ] | [ 22 ] [ 23 ] |
| 5 (I—II)   |         | Ви Ким Ви (1915—2005) англ. и малайск. Wee Kim Wee кит. 黄金辉 там. வீ கிம் வீ                                                           | 1 сентября 1985  | 1 сентября 1993  | 1985         | [ 30 ] [ 31 ] |
| 5 (I—II)   | 1989    | Ви Ким Ви (1915—2005) англ. и малайск. Wee Kim Wee кит. 黄金辉 там. வீ கிம் வீ                                                           | 1 сентября 1985  | 1 сентября 1993  |              | [ 30 ] [ 31 ] |
| 6          |         | Онг Тен Чеонг (1936—2002) англ. и малайск. Ong Teng Cheong кит. 王鼎昌 там. ஓங் தெங் சோங்                                                 | 1 сентября 1993  | 1 сентября 1999  | 1993         | [ 32 ] [ 33 ] |
| 7 (I—II)   |         | Селлапан Раманатан (1924—2016) англ. и малайск. Sellapan Ramanathan кит. 塞拉潘·拉馬·纳丹 там. செல்லப்பன் ராமநாதன்                          | 1 сентября 1999  | 1 сентября 2011  | 1999         | [ 34 ] [ 35 ] |
| 7 (I—II)   | 2005    | Селлапан Раманатан (1924—2016) англ. и малайск. Sellapan Ramanathan кит. 塞拉潘·拉馬·纳丹 там. செல்லப்பன் ராமநாதன்                          | 1 сентября 1999  | 1 сентября 2011  |              | [ 34 ] [ 35 ] |
| 8          |         | Тони Тан Кен Ям (1940—) англ. и малайск. Tony Tan Keng Yam кит. 陈庆炎 там. டோனி டேன் கெங் யம்                                              | 1 сентября 2011  | 1 сентября 2017  | 2011         | [ 36 ] [ 37 ] |
| и. о.      |         | Джозеф Юварай Пиллэй (1934—) англ. и малайск. Joseph Yuvaraj Pillay кит. 約瑟夫·尤瓦拉傑·比萊 там. ஜோசப் யுபராஜ் பிள்ளை                      | 1 сентября 2017  | 14 сентября 2017 | [ комм. 18 ] | [ 38 ] [ 39 ] |
| 9          |         | Халима бинти Якоб (1954—) англ. и малайск. Halimah binti Yacob кит. 哈莉玛·雅各布 там. அலிமா யாக்கோபு                                      | 14 сентября 2017 | 14 сентября 2023 | 2017         | [ 40 ] [ 41 ] |
| 10         |         | Тарман Шанмугаратнам (1957—) англ. и малайск. Tharman Shanmugaratnam кит. 尚达曼 там. தர்மன் சண்முகரத்தினம்                                 | 14 сентября 2023 | действующий      | 2023         | [ 42 ] [ 43 ] |